# Ahmed I
Ahmad I được đổi hướng đến đây. Để biết về những người khác có tên là Ahmed I và Ahmad I xem Ahmad I (định hướng).
Ahmed I Bakhti (Tiếng Thổ Ottoman: احمد اول Aḥmed-i evvel, Tiếng Thổ Nhĩ Kỳ:I.Ahmet) (18 tháng 4 năm 1590  –  22 tháng 11 năm 1617) là sultan của đế quốc Ottoman từ năm 1603 tới khi qua đời năm 1617.

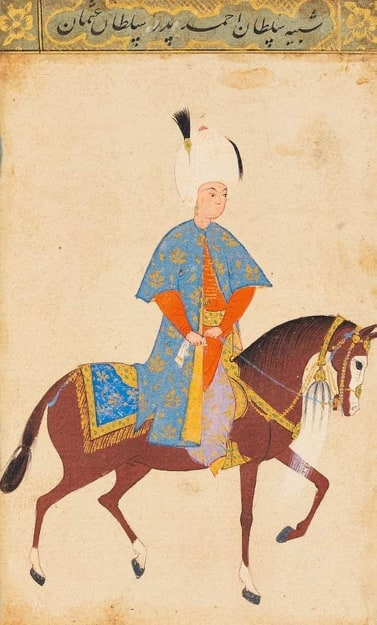
Ahmed I lúc còn trẻ

## Tiểu sử
Mẹ của Ahmed I là Thái hậu Handan Sultan, một người tộc Hy Lạp có tên khai sinh là Helena. Ông sinh ra ở điện Manisa. Khi vua cha Mehmed III (1595–1603) qua đời, ông lên ngôi ở tuổi 13.
Trước kia, Mehmed II đã ra chiếu thư rằng các sultan Thổ Nhĩ Kỳ có thể giết anh em của mình. Đây cũng là cơ sở cho các cuộc nồi da xáo thịt trong hoàng gia Ottoman sau này. Ahmed đã phá bỏ truyền thống này và gửi em trai là Mustafa tới sống ở 1 cung điện cổ tại Bayezit cùng bà nội. Ông có tài đánh kiếm, cưỡi ngựa và nói giỏi nhiều thứ tiếng.

## Chú giải
1. ↑  Thẩm Kiên (chủ biên), Thập đại Tùng thư - 10 đại hoàng đế thế giới. Phần 5: Sultan Muhammad II của đế quốc Thổ Ottoman, Nhà xuất bản Văn hóa Thông tin 2003 (người dịch: Phong Đảo)